# Mychonia ustularia
Mychonia ustularia là một loài bướm đêm trong họ Geometridae.